# Vantuir
Vantuir Galdino Ramos (Belo Horizonte, 16 de novembro de 1949) é um ex-futebolista brasileiro que atuava como zagueiro.
Se destacou no Atlético Mineiro nos anos 1970, sendo um dos atletas que mais atuaram pelo clube.

## Carreira

### Jogador
Começou no Acesita-MG em 1967 e no ano seguinte foi para o juvenil do Atlético-MG. Na época de juvenil, teve um desentendimento com Barbatana e foi suspenso por duas semanas.
Yustrich foi o técnico que deu a primeira oportunidade para o na época lateral-esquerdo, que se profissionalizou em 1969. Telê Santana o fixou na posição de zagueiro e logo no início da carreira começou a se destacar. Em uma partida contra o Villa Nova, foi escolhido o melhor jogador em campo.
Foi Campeão Brasileiro em 1971, sendo o "xerife" do time, onde formou dupla de zaga com Grapete. O zagueiro participou de todos os 27 jogos daquela temporada vitoriosa do Galo e ganhou a Bola de Prata.
Também foi Campeão Mineiro em 1970, 1976 e 1978. Brilhou na final do Estadual de 1976, vencida com dois placares de 2 a 0, em que ele formou dupla com Márcio.
Teve uma breve passagem pelo Flamengo em 1974, onde fez apenas 13 jogos. Depois, voltou ao Galo e, durante uma partida contra o Remo, em Belém, sofreu uma contusão grave, onde fraturou a tíbia e com isso perdeu a chance de disputar uma Copa do Mundo.
Com 507 jogos entre 1969 a 1978, é o 4º atleta que mais vestiu a camisa alvinegra. Marcou 6 gols pelo clube.
Em 1978, foi para o Grêmio, onde foi novamente Campeão Brasileiro em 1981 e Gaúcho em 1979 e 1980.
No final da carreira, passou por América de São José do Rio Preto e Rio Branco do Espírito Santo.

#### Seleção Brasileira
Defendeu a Seleção Brasileira em 10 jogos, tendo obtido 8 vitórias e 2 empates, além do título da Taça Independência de 1972.

### Treinador
Seu primeiro clube como técnico foi o extinto Juventus de Divinópolis, em 1984.
Em 1988, foi auxiliar de Telê Santana no Atlético Mineiro.
Trabalhou também no América Mineiro, Atlético MG, Mogi-Mirim, Volta Redonda, Democrata de Governador Valadares e Canedense.
Em 2007, dirigiu o América Mineiro durante o Campeonato Mineiro.
Como treinador, venceu a Liga dos Campeões Árabes de 1994 pelo Al-Hilal.

## Títulos

### Jogador
Atlético MG
- Campeonato Brasileiro: 1971
- Campeonato Mineiro: 1970, 1976 e 1978
- Taça Minas Gerais: 1975/76
- Taça Belo Horizonte: 1971

Grêmio
- Campeonato Brasileiro: 1981
- Campeonato Gaúcho: 1979 e 1980

Seleção Brasileira
- Taça Independência: 1972

### Prêmios Individuais
- Bola de Prata (Placar): 1970